# Mušmula
Mušmula (lat. Mespilus germanica; sin. Crataegus germanica) je veliki listopadni grm ili malo stablo. Iako prevedeni latinski naziv znači njemačka mušmula, potječe iz jugozapadne Azije i jugoistočne Europe, a u Njemačku su je donijeli Rimljani. 

## Opis
Zahtjeva topla ljeta i blage zime. Staništa su joj suha i sunčana mjesta. Pod idealnim uvjetima, ova biljka naraste do 8 m visine. Ima jako kratak životni vijek, živi 30-50 godina. 
Listovi su joj tamno zeleni i eliptični, 8-15 cm dugi i 3-4 cm široki. S donje strane su jako dlakavi. Jako su lijepe crvene boje u jesen, prije nego što otpadnu. 
Cvjetovi narastu u kasno proljeće, od svibnja do lipnja. Bijele su boje, dvospolni su i oprašuju ih pčele. Imaju velike prašnike.
Okrugli i kruškoliki plod, u kojem je 5 krupnih, stelarnih sjemenki, ima čašku na vrhu i boja mu je žutozelena do tamnosmeđa. U svježem stanju mušmula nije jestiva, jer je njeno tada meso ploda pretrpko i prekiselo za jesti. Tek kada plod odstoji i macerira, čime poraste razina šećera može se jesti kao mekana,  ukusna kašasta poslastica.Sadrži 6 - 17 % šećera,3 - 4 % škroba,do 1 % pektina ,te oko 22 - 30 mg/100 g vitamina C.

## Povijest
Mušmula se već oko tri tisuće godina uzgaja u regiji Kaspijskog jezera (sjeverni Iran). Uvedena je u Grčku oko 700. godine prije Krista, a u Rim oko 200. godine prije Krista. To je bilo važno voće tijekom rimskih i srednjovjekovnih vremena. Do 17. i 18. stoljeća, zamijenjena je uzgojem drugih vrsta voća, pa se tako danas rijetko uzgaja.

## Sorte
"Krupna nizozemska", "Sans pepins", "Royal", "Krim", "Nottingham", "Macrocarpa", "Mađarska".

## Vanjske poveznice
www.agroklub.com/sortna-lista/voce/musmula-344/